# Albany, Oregon
Albany là một thành phố trong Quận Linn thuộc tây Oregon, Hoa Kỳ. Nó nằm trong Thung lũng Willamette và là quận lỵ của Quận Linn (County seat).6 Theo Cục điều tra dân số Hoa Kỳ, năm 2000 dân số thành phố là 42.280, thành phố lớn hạng thứ 12 tại Oregon. Dân số ước tính trong năm 2006 là 46.610.

## Địa lý
Theo Cục Điều tra Dân số Hoa Kỳ, thành phố có diện tích là 16,1 dặm vuông Anh. 15,9 mi² là đất và 0,2 mi² (1.18%) là nước.

## Thành phố kết nghĩa
Albany có hai thành phố kết nghĩa:
- Albany, Tây Úc, Úc
- Tatsuno, Nhật